# Фоменко, Юрий Сергеевич
Юрий Сергеевич Фоменко (укр. Юрій Сергійович Фоменко; род. 31 декабря 1986, Котельва, Полтавская область) — украинский футболист, нападающий клуба «Рух» (Винники).

## Биография
Начал профессиональную карьеру в Первой лиге 19 июля 2007 года в футбольном клубе «Николаев», выйдя на замену в матче против днепродзержинской «Стали». Свой первый гол в профессиональной карьере забил 24 апреля 2008 года в ворота киевского «ЦСКА».
Следующий сезон начал в алчевской «Стали», в составе которой сыграл только 1 матч. В том же сезоне перешёл в «Прикарпатье» из Ивано-Франковска.
19 июля 2009 года дебютировал в харьковском «Гелиосе». Первый гол за новый клуб забил 25 августа в ворота «Александрии».
В составе «Кяпаз» дебютировал 6 августа 2011 года в матче с футбольным клубом «Ряван». Затем в карьере Фоменко были и другие азербайджанские клубы — «Интер», АЗАЛ. В АЗАЛе у него не заладилось после чего форвард решил вернуться на Украину, где для поддержания формы выступал в любительском чемпионате за СК «Полтава».
Весной 2015 года выступал за литовский «Шяуляй», а в июне вернулся в бакинский «Интер».